# الزبو
الزبو  هي إحدى القرى التابعة لمركز الواحات البحرية في محافظة الجيزة في جمهورية مصر العربية.